# Erika Eleniak
Erika Eleniak (født 29. september 1969) er en amerikansk Playmate og skuespiller, bedst kendt for sin rolle som livredderen Shauni McClain i tv-serien Baywatch, som hun spillede i 47 episoder, 1989-1992.

## Udvalgte film
- E.T.: The Extra-Terrestrial (1982)
- The Blob (1988)
- Under Siege (1992)
- The Beverly Hillbillies (1993)
- Chasers (1994)
- Bordello of Blood (1996)
- Dracula 3000 (2004)